# Saint-Pierre-sur-Vence
Saint-Pierre-sur-Vence – miejscowość i gmina we Francji, w regionie Grand Est, w departamencie Ardeny.
Według danych na rok 1990 gminę zamieszkiwało 181 osób, a gęstość zaludnienia wynosiła 39 osób/km².